# Solid Rock (The Temptations)
Solid Rock è un album del gruppo musicale statunitense The Temptations, pubblicato dalla Gordy, un'etichetta discografica della Motown, nel 1972.
Il disco è prodotto da Norman Whitfield.
Dall'album vengono tratti i singoli It's Summer, Superstar (Remember How You Got Where You Are) e Take a Look Around.

## Tracce

### Lato A
1. Take a Look Around
2. Ain't No Sunshine
3. Stop the War Now

### Lato B
1. What It Is?
2. Smooth Sailing (From Now On)
3. Superstar (Remember How You Got Where You Are)
4. It's Summer
5. The End of Our Road